# Antonio Calderoni
Antonio Calderoni (Lugo di Romagna, 6 marzo 1888 – Monte Lemerle, 10 giugno 1916) è stato un militare italiano, decorato di Medaglia d'oro al valor militare alla memoria durante il corso della prima guerra mondiale.

## Biografia
Nacque a Lugo di Romagna il 6 marzo 1888, figlio di Arcangelo e Caterina Cairoli. Emigrò giovanissimo per lavorare come muratore a Lugano, in Svizzera, ma nel 1908 ritornò in Patria per espletare il servizio militare obbligatorio nel Regio Esercito, assegnato in forza al 7º Reggimento fanteria "Cuneo". Congedato nel 1911 ritornò a Lugano, ma dopo l'entrata in guerra del Regno d'Italia, avvenuta il 24 maggio 1915, lasciò il lavoro e la famiglia per arruolarsi nuovamente nell'esercito. Assegnato alla 12ª Compagnia, III Battaglione, del 44º Reggimento fanteria della Brigata Forlì, allora al comando del generale Carlo Montanari, si distinse subito nei combattimenti nella zona di Plava, sull'Isonzo. Durante i combattimenti per l'ampliamento della testa di ponte di Plava, avvenuti nel mese di ottobre, fu decorato con una Medaglia di bronzo al valor militare a Zagara. Nell'aprile 1916 ricevette un Encomio Solenne per aver distrutto un trinceramento nemico, insieme ai suoi difensori, con un audace attacco a sorpresa. Dopo l'inizio della battaglia degli Altipiani, la Brigata "Forlì" lasciò la zona di Gorizia inviata di rinforzo nel tentativo di arginare l'attacco austro-ungarico. 
Il 9 giugno la  12ª Compagnia, unitamente a una sezione di mitragliatrici, occupò la cima del Monte Lemerle, difendendola per due giorni dagli attacchi del nemico. All'alba del 10 giugno la posizione fu nuovamente attaccata con violenza, e la compagnia, rimasta isolata ed accerchiata, si batté disperatamente. Ferito più volte, e con le mani ustionate dal calore emanato dal proprio fucile con il quale sparava imperterrito contro gli avversari, egli rimase ucciso, con il corpo crivellato dai colpi di pugnale, mentre cercava di difendere il proprio capitano da un attacco all'arma bianca portato da alcuni soldati austro-ungarici. Per onorarne il coraggio, con Regio Decreto 25 novembre 1919, gli fu concessa la Medaglia d'oro al valor militare alla memoria. Una via di Lugo di Romagna porta il suo nome.

### Fonti
1. ↑  Carolei, Greganti, Modica 1968, p. 204.
2. 1 2 3 4 5 6 7  Combattenti Liberazione.
3. 1 2 3 4 5  Coltrinari, Ramaccia 2018, p. 82.
4. ↑  Sito web del Quirinale: dettaglio decorato.